# Stationnement en Italie
La réglementation du stationnement des véhicules en Italie s’inscrit dans le cadre des prescriptions internationales, mais est spécifique dans ses modalités d’application,.

## Couleur des marques
Les emplacements de stationnement sont signalés par des lignes blanches pour le stationnement gratuit, par des lignes bleues pour le stationnement payant et par des lignes jaunes pour le stationnement réservé. 

## Zone bleue
Une zone bleue définit une zone où le stationnement est réglementé et limité pour une durée maximum d'une heure, tous les jours ouvrables de 9 à 14 h 30 et de 16 à 20 h, en indiquant l'heure d'arrivée, soit par un papier écrit à la main, soit par un disque de stationnement.

## Zone verte
Des zones vertes (toujours signalées) existent dans certaines villes: le stationnement y est interdit de 8 h à 9 h 30 et de 14 h 30 à 16 h tous les jours ouvrables. 

## Réglementation spécifique à certaines villes
À Rome, le stationnement est interdit dans la zone centrale faisant partie du centre historique, les jours ouvrables de 7 à 20 h (excepté pour les voitures des résidents du quartier ou de celles munies d'un permis spécial délivré par la mairie). 
À Florence, la circulation automobile est interdite dans le centre, tous les jours ouvrables de 7 h 30 à 18 h 30 (excepté pour les résidents du quartier). Un touriste qui a fait une réservation dans un hôtel du centre peut s'y rendre en voiture pour y déposer ses bagages, mais doit ensuite garer celle-ci en dehors du centre.